# Гарден Стейт Парквэй
Га́рден Стейт Па́рквэй (англ. Garden State Parkway) — платная автомагистраль в Соединённых Штатах Америки, длиной 277,4 км (172,4 мили). Проходит по территории штата Нью-Джерси, начинаясь менее чем в 5 км от его южной точки на полуострове Кейп-Мей и заканчиваясь у границы со штатом Нью-Йорк на севере. Официальное, но практически не используемое на практике обозначение дороги — Route 444. На юге переходит в местную дорожную сеть округа Кейп-Мей, на севере соединяется с автомагистралями I-87 и I-287 в штате Нью-Йорк.
Является платной дорогой открытого типа, то есть с пунктами оплаты, расположенными на самой трассе. При этом количество въездов/выездов с магистрали (свыше 90, многие из которых не представляют собой полноценных развязок, а позволяют только въехать на шоссе или выехать с него в определённом направлении) превышает количество пунктов оплаты (11, часть из которых односторонние, то есть оплата взимается только при движении в одном из направлений), так что между некоторыми развязками движение бесплатное, несмотря на то, что 23 выезда также оснащены пунктами оплаты. Базовая стоимость проезда легковых автомобилей в 2013 году: $0.75 через двусторонний пункт оплаты, $1.50 через односторонний, $0.50 через пункт оплаты, расположенный на выезде.
Магистраль проходит по густонаселённым районам Нью-Йоркской агломерации в северной и центральной части Нью-Джерси, а к югу от реки Раритан проходит вдоль берега Атлантического океана, соединяя агломерацию с многочисленными районами отдыха на побережье, включая Атлантик-Сити и Кейп-Мей. Гарден Стейт Парквэй является самой загруженной платной автомагистралью в США.
Сооружение дороги было начато в 1947 и в основном закончено к 1956 году. В дальнейшем изменялась трасса некоторых участков, строились новые развязки, проводилось расширение дороги.
Стандартное ограничение скорости на магистрали — 65 миль в час (примерно 105 км/ч), но есть несколько участков с ограничением в 55 и 45 миль в час (около 88 и 72 км/ч соответственно). Движение грузовых автомобилей (с массой более 7 000 фунтов, или 3,18 тонн) запрещено на участке севернее выезда 105 (развязка с шоссе US 18).